# Szczerbinino (obwód wołogodzki)
Szczerbinino (ros. Щербинино) – wieś w Rosji, w rejonie wołogodzkim obwodu wołogodzkiego. W 2010 r. liczyła 1 mieszkańca.